# Tetramethylbutaan
Tetramethylbutaan of 2,2,3,3-tetramethylbutaan is een sterk vertakte organische verbinding met als brutoformule C8H18. Het is een structuurisomeer van octaan.

## Synthese
Tetramethylbutaan kan bereid worden uit een reactie van tert-butylmagnesiumbromide (een Grignard-reagens) en ethylbromide (via een SN2-mechanisme) of uit een reactie van ethylmagnesiumbromide en tert-butylbromide (via een SN1-mechanisme).